# West Area Computers
L'Unité de calcul de la zone ouest (West Area Computers) est un groupe de mathématiciennes afro-américaines qui ont travaillé comme calculatrices humaines au Centre de recherche Langley du NACA (ancêtre de la NASA) de 1943 à 1958.

## Historique
Le Centre de recherche Langley du NACA a commencé à recruter des femmes afro-américaines avec des diplômes d'université, pour travailler comme calculatrices, dans les années 1940. Les West Area Computers étaient chargées du traitement des données, et se joignaient temporairement à d'autres équipes du NACA en cas de besoin.
Selon une étude non publiée par le professeur Dr Beverly E. Golemba sur les premières calculatrices de Langley, de nombreuses femmes ignoraient l'existence des West Area Computers. Cela dit, aussi bien les femmes noires que blanches que le Dr Golemba a interviewées rappellent que, lorsque des calculatrices des deux groupes étaient affectées à un projet, « tout le monde travaillait bien ensemble. »,.
Bien qu'à l'origine elles étaient encadrées par des femmes blanches, Dorothy Vaughan a été mise à la tête du groupe en 1949, devenant la première manager afro-américaine du NACA. Vaughan était une mathématicienne qui a travaillé à Langley, de 1943 à sa retraite en 1971.
Le groupe, un sous-ensemble des centaines de mathématiciennes qui ont commencé des carrières dans la recherche aéronautique pendant la Seconde Guerre mondiale, était à l'origine sous le coup des Lois Jim Crow de la Virginie, les obligeant à utiliser des toilettes et des cafétérias séparées. En 1958, lorsque le NACA devint la NASA, les ségrégations concernant les installations sanitaires, y compris le bureau de la Zone ouest, furent abolies.

## Membres notables
La mathématicienne Katherine Johnson, qui, en 2015, a reçu une Médaille présidentielle de la Liberté, rejoint l'unité de calcul de la zone Ouest en 1953. Elle a par la suite été réaffectée à la Division de la recherche en vol de Langley, où elle a réalisé un travail remarquable, y compris en fournissant l'analyse de la trajectoire de l'astronaute John Glenn lors des vols spatiaux orbitaux MA-6 au sein du programme Mercury.
Mary Jackson a également travaillé dans l'unité de calcul la zone Ouest et le travail de ces trois femmes (Vaughan, Johnson, et Jackson) est en vedette dans le film Les Figures de l'ombre en 2016 et tiré du livre Les Figures de l'ombre de Margot Lee Shetterly et publié en 2016.
Melba Roy Mouton a fait partie des « West Area Computers », dont le travail de traitement des données collectées lors des essais en vol, a rapidement été qualifié d'essentiel à la NASA.
Des mathématiciennes afro-américaines ont continué à être employées par la NASA après la dissolution du service, telles que Christine Darden.

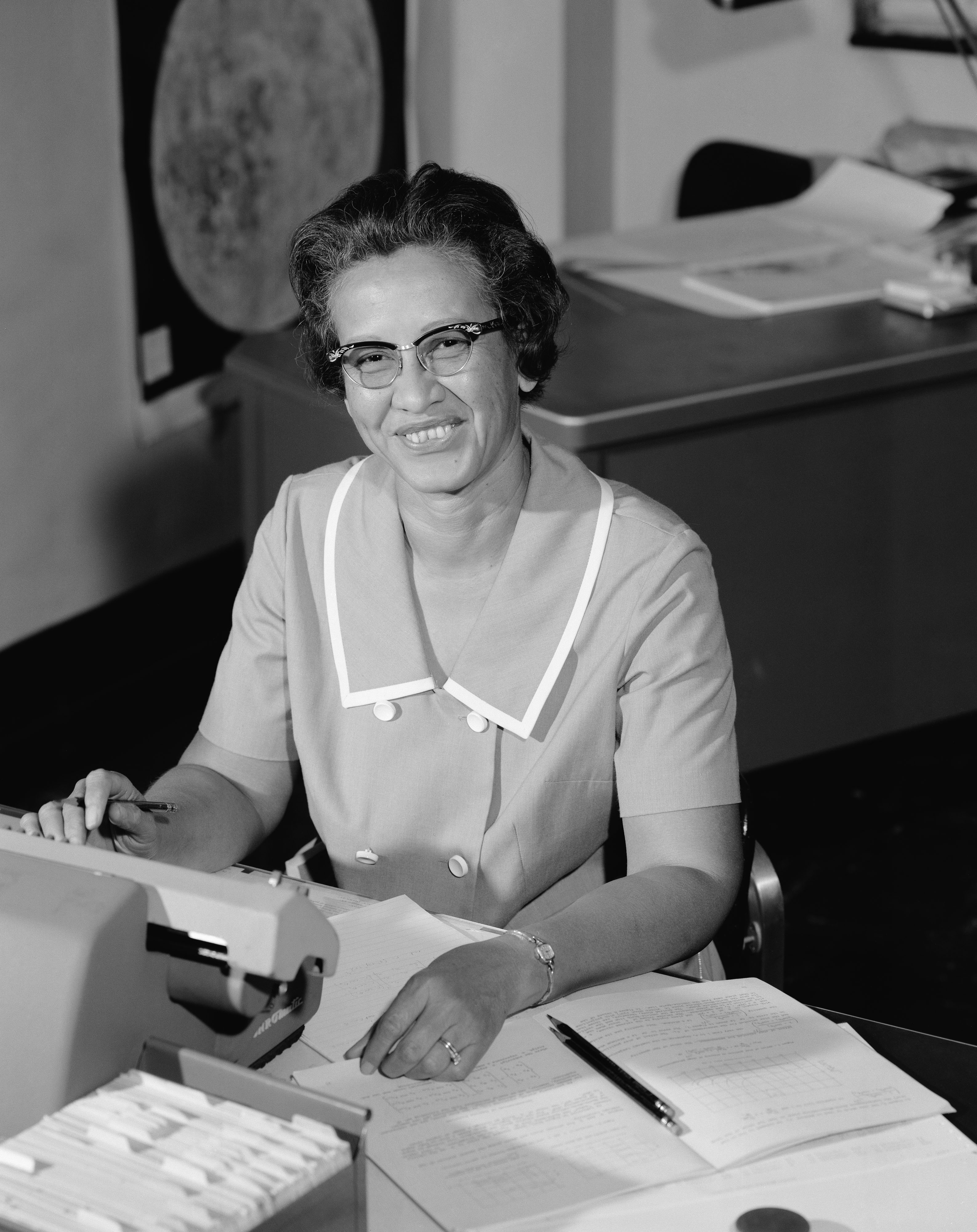
Katherine Johnson en 1966, à la NASA.
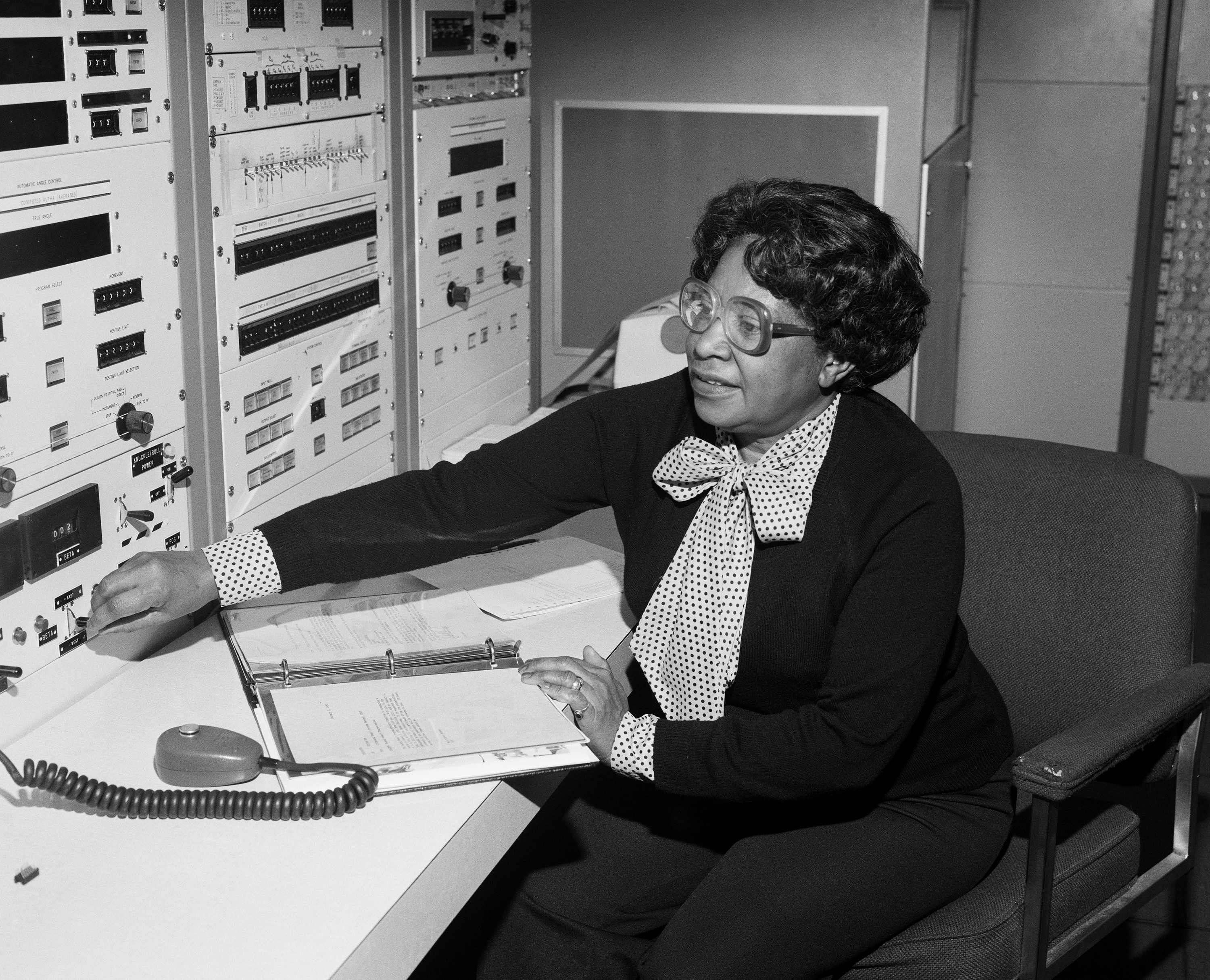
Mary Jackson au travail en 1980.
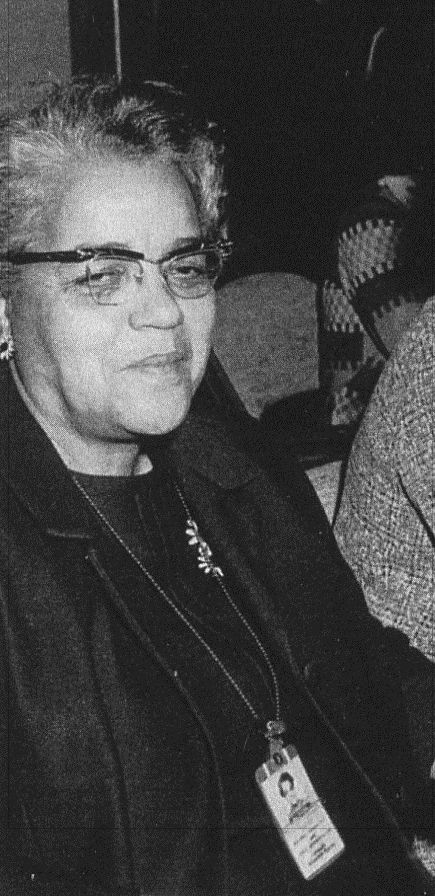
Dorothy Vaughan